# Monique Billings
Monique Charice Billings (Riverside, 2 maggio 1996) è una cestista statunitense, professionista nella WNBA.

## Carriera
È stata selezionata dalle Atlanta Dream al secondo giro del Draft WNBA 2018 (15ª scelta assoluta).